# هيوة (صباح)

تعديل مصدري - تعديل

هيوة هي إحدى قرى عزلة صباح بمديرية صباح التابعة لمحافظة البيضاء، بلغ تعداد سكانها 737 نسمة حسب تعداد اليمن لعام 2004.